# Lo duro/Lo suave de Fito Páez
El último disco recopilatorio que editó la empresa discográfica EMI sobre la obra musical que músico argentino Fito Páez grabara con esa compañía se dividió en dos partes.- El primer disco contenía las canciones que consideraron más “rockeras” y de estilo “rápido” que se tituló “Lo duro de Fito Páez” y el segundo contenía las composiciones más “relajadas” que el autor compuso por aquel entonces, que se tituló “Lo suave de Fito Páez”.-
Esta serie de dos disco fue lanzada por EMI Latina, para ser distribuida por todo el continente Americano en el año 1996, luego de que el cantautor decidiera grabar un recital acústico tipo MTV Unplugged pero por su propia cuenta luego del superventas Circo Beat, editado en el año 1994.-

## Lista de canciones – Lo duro de Fito Páez
1. "Un rosarino en Budapest"(incluido en el álbum Del 63)
2. "Narciso y Quasimodo"(incluido en el álbum Giros)
3. "Nunca podrás sacarme mi amor "(incluido en el álbum Corazón clandestino)
4. "Dando vueltas en el aire” Ciudad de pobres corazones)
5. "Bailando hasta que se vaya la noche” Ciudad de pobres corazones)
6. "Solo los chicos” (incluido en el álbum Ey!)
7. "Canción de amor mientras tanto "(incluido en el álbum Ey!)
8. "De mil novecientos veinte"(incluido en el álbum Ciudad de pobres corazones)
9. "Taquicardia” Giros)
10. "Corazón clandestino"(incluido en el álbum Corazón clandestino)
11. "Ciudad de pobres corazones "(incluido en el álbum Ciudad de pobres corazones)
12. "Gente sin swing” Ciudad de pobres corazones)
13. "Lejos de Berlín” (incluido en el álbum Ey!)
14. "Polaroid de locura ordinaria" (incluido en el álbum Ey!)
15. "A las piedras de Belén"(incluido en el álbum Ciudad de pobres corazones)
16. "Pompa bye bye"(incluido en el álbum Ciudad de pobres corazones)

## Lista de canciones – Lo suave de Fito Páez
1. "11 y 6” (incluido en el álbum Giros)
2. "Yo Vengo a Ofrecer mi Corazón"(incluido en el álbum Giros)
3. "La rumba del piano"(incluido en el álbum Corazón Clandestino) (A dúo con Caetano Veloso)
4. "Sable chino” Del 63)
5. "Cable a tierra"(incluido en el álbum Giros)
6. "Parte del aire "(incluido en el álbum La la la)
7. "Tres agujas"(incluido en el álbum Del 63)
8. "Ambar violeta "(incluido en el álbum Ciudad de pobres corazones)
9. "Giros” Giros)
10. "Del 63'” Del 63)
11. "Canción sobre canción” Del 63)
12. "Dame un talismán” Ey!)
13. "Viejo mundo "(incluido en el álbum Del 63)
14. "Gricel"(incluido en el álbum La la la)
15. "Alguna vez voy a ser libre "(incluido en el álbum Giros)
16. "Rojo como un corazón "(incluido en el álbum Del 63)
17. "Tatuaje falso” Ey!)
18. "Nada más preciado"(incluido en el álbum Ciudad de pobres corazones)